# دان أورورك
دان أورورك هو لاعب هوكي الجليد كندي، ولد في 31 أغسطس 1972 في كالغاري في كندا.

## وصلات خارجية
- دان أورورك على موقع دوري الهوكي الوطني (الإنجليزية)
- دان أورورك على موقع EliteProspects.com (الإنجليزية)
- دان أورورك على موقع HockeyDB.com (الإنجليزية)